# Patrick Matangi
Patrick Matangi (13 de enero de 1967) es un deportista zimbabuense que compitió en judo. Ganó una medalla de plata en los Juegos Panafricanos de 1999 en la categoría de –81 kg.

## Palmarés internacional
| Juegos Panafricanos | Juegos Panafricanos       | Juegos Panafricanos | Juegos Panafricanos |
| Año                 | Lugar                     | Medalla             | Categoría           |
| ------------------- | ------------------------- | ------------------- | ------------------- |
| 1999                | Johannesburgo (Sudáfrica) | Medalla de plata    | –81 kg              |